# Laura Vlasblom
Laura Vlasblom (Drachten, 8 oktober 1968) is een Nederlandse zangeres, (stem)actrice en dialoogregisseuse.

## Biografie
Samen met haar zus Karin Vlasblom zingt Vlasblom in 1981 mee in het koor van Kinderen voor Kinderen. Hier ontmoetten ze Mandy Huydts en Marjon Keller, waarmee ze in 1986 de meidengroep Frizzle Sizzle beginnen.
In 1986 doet het kwartet mee aan het Eurovisiesongfestival met het nummer Alles heeft ritme, waar ze de 13e plaats behalen. Hierna had de groep enkele bescheiden hitjes en sleepte ze de Zilveren Harp in de wacht. De groep viel echter in 1989 uit elkaar.
Vlasblom spreekt veel stemmen in tekenfilms in, onder andere in de Madagascar films als Gloria het Nijlpaard, in Aladdin als Prinses Jasmine, Wendy in Peter Pan, Duimelijntje in Duimelijntje en in De Kleine Zeemeermin als Ariël. Verder doet zij de stem van Pikkie de Ekster in Alfred J. Kwak, Myreille Psychiokieus uit Beyblade Metal saga en verzorgde ze de Nederlandse stemmen van Lizzy in de Disney-tekenfilmserie DuckTales en ze is de huidige Nederlandse stem van Katrien Duck, het vriendinnetje van Donald. Ook doet ze in vrijwel elke Barbie-film t/m De prinses en de popster de stem van Barbie. Verder heeft ze de stem van Maddie ingesproken van The Suite Life of Zack and Cody (Seizoen 3). Ze heeft ook nog de intro en outro van de tekenfilmserie Bamboe Beren gezongen, geschreven door Elly Zuiderveld-Nieman.
Op 9 juni 2010 werd bekendgemaakt dat Vlasblom in het seizoen 2010-2011 de rol van Paulette voor haar rekening ging nemen in de musical Legally Blonde.
In 2022 was Vlasblom een van de deelnemers aan het 22e seizoen van het RTL 4-programma Expeditie Robinson. Ze viel als vierde af en eindigde daarmee op de achttiende plek.

## Privéleven
Uit een eerdere relatie met Bastiaan Ragas heeft Vlasblom een zoon. Vlasblom is in september 2008 getrouwd met Michel Veenman.

## Nasynchronisatie
- Peter Pan (1982) – Wendy
- Gummi Beren (1986-1989) – Prinses Clara
- Wuzzles (1986) – Vlinderbeer
- Katrien Duck in (bijna) alle Disney producties van 1987-heden
- DuckTales (1987-1990) – Lizzy
- De Kleine Zeemeermin (1989) – Ariël
- De kleine zeemeermin II: terug in de zee (2000) – Ariël
- De kleine zeemeermin: Ariel, hoe het begon (2008) – Ariël
- De kleine zeemeermin (1992-1994) – Ariël
- Alfred J. Kwak (1990-1991) – Pikkie de Ekster
- Sailor Moon – Sailor Jupiter
- Sonic X (2004-2005) – Miles "Tails" Prower, Cheese The Chao
- Aladdin (1992) – Jasmine
- De Wraak van Jafar (1994) – Jasmine
- Aladdin en de Dievenkoning (1996) – Jasmine
- Jungle Jack (1994) – Reina
- Duimelijntje (1994) – Duimelijntje
- Hercules (1997) – Terpsichore
- 101 Dalmatiërs tekenfilmserie (1997-1998) – Lucky
- Barbie in De Notenkraker (2001) – Barbie/Clara
- Barbie als Rapunzel (2002) – Barbie/Rapunzel
- Terug naar Nooitgedachtland (2002) – solist van liedjes
- Kim Possible – Rufus, Bonnie Rockwaller
- Barbie en het Zwanenmeer (2003) – Barbie/Odette
- Sonic X (2004-2005) – Miles "Tails" Prower, Cheese The Chao
- Bende van Vijf (2004-2005) – Karly
- Barbie als de Prinses en de Bedelaar (2004) – Prinses Anneliese, Erika
- Barbie: Fairytopia (2005) – Elina
- Madagascar (2005) – Gloria
- Barbie en de magie van Pegasus (2005) – Barbie/Prinses Annika
- Bambi 2 (2006) – solist van liedjes
- Happy Feet (2006) – Norma Jean
- Barbie als de Eilandprinses (2007) – Ro
- Barbie: Mariposa en haar vlinderachtige feevriendjes (2008) – Elina
- Barbie en het Diamantkasteel (2008) – Barbie/Liana
- Star Wars: The Clone Wars – Luminira Unduli, Aurra Sing en Padmé Amidala
- Barbie en de Drie Musketiers (2009) - Barbie/Corinne
- De wonderlijke wereld van Gumball – Nicole Watterson, Carrie, Molly, Carmen
- Sofia het prinsesje – Prinses Ariel & Prinses Jasmine
- Disney Infinity spellen (2014-2015) – Jasmine
- Sesamstraat seizoen 2015 – Debbie
- Kung Fu Panda 3 (2016) – Mei Mei
- Ralph Breaks the Internet (2018) – Ariël & Jasmine
- Lego Disney Princess: Avonturen in het kasteel (2023) –  Ariël[5]
- Once Upon a Studio (2023) – Ariël

## Theater
- Theatergroep ‘Jeans’ (1991/1992) – soliste (ook met Bastiaan Ragas)
- Zomertheaterprogramma Duinrell (1993/1994) – lid van Laura & The Music Venture.
- Pumpboys and Dinettes (Musical, 1995/1996) – rol Rhetta (ook met Danny de Munk).
- The Dancing Queens (Muziekshow over ABBA, 1998, reprise 1999) – soliste
- Musicals van de Eeuw (Theaterconcert, 1999) – soliste, ook met Bill van Dijk en Brigitte Nijman
- Musicals in Ahoy' (Theaterconcert, 2002) – soliste
- La Vie Parisienne (Musical Operette 2006) – understudy van Antje Monteiro
- Blue Highway Show (Country theaterconcert, 2007) – soliste
- ROK (Eigen muziektheaterprogramma, 2008) – soliste[6]
- The World Goes Round (Theaterconcert met songs van John Kander en Fred Ebb o.a. bekend van de musical Chicago, 2008) – soliste
- Jubileumtour 45 jaar Albert West – gastsoliste
- ROK (2010) – soliste
- Legally Blonde (Musical, 2010/2011) – Paulette

Diverse producties van het Orkest van de Koninklijke Luchtmacht:
- Tommy (2002) – mrs. Walker
- 50 jaar Songfestival (2004/2005)
- Queen in Concert (2005/2006)
- Rockopera in Concert (2009) – Special Guest, alsmede vocal coaching
- Voor Concert for Freedom (2010) verzorgde Vlasblom alleen de vocal coaching

## Televisie
- Eurovisiesongfestival 1986 – deelneemster met de groep Frizzle Sizzle (13e plaats).
- Nationaal Songfestival 1992 – solozangeres (2e plaats). Zij zong toen Gouden bergen, een lied geschreven door Henk Temming (muziek) en Paula Patricio (tekst). Vlasblom haalde er de tweede plaats mee, vlak achter Humphrey Campbells Wijs me de weg. Alhoewel Gouden bergen niet op single verscheen, gaf het een nieuwe impuls aan de zangcarrière van Vlasblom. In datzelfde jaar verscheen Gouden bergen wel op plaat, Paul de Leeuw nam het op voor zijn album Van u wil ik zingen.
- Nationaal Songfestival 2005 – deelneemster met de groep Airforce (tweede plaats).
- Sterren Dansen op het IJs 2006 – deelneemster aan dit SBS6-programma (zesde ronde).
- De Helden van nu 2021 – 1 aflevering
- Expeditie Robinson 2022 – deelneemster, weggestemd op dag dertien.
- Serious Christmas 2023 – deelneemster
- Secret Duets 2024 – secret singer
- De Alleskunner VIPS 2024 – deelneemster